# Bertrand Tavernier
Bertrand Tavernier (Lió, 25 d'abril de 1941 - Santa Maxima, 25 de març de 2021) fou un director, guionista, actor i productor francès.

## Biografia
Els seus orígens (era fill de l'escriptor i resistent lionès René Tavernier, que va publicar clandestinament grans escriptors, com Aragon), els seus començaments en el cinema com a ajudant de Jean-Pierre Melville (Léon Morin), experiència que evoca al documental Sous le nom de Melville realitzat per Olivier Bohler, realitzador de curtmetratges i finalment agregat de premsa i el seu treball d'historiador del cinema han influenciat profundament el seu estil.
Louis Aragon va viure durant la guerra amb la seva dona, Elsa Triolet, a sobre del domicili dels Tavernier, i va fer un dels seus poemes més bonics per a la mare de Bertrand, segons que explica el mateix Tavernier.
D'altra banda, Aragon va donar a Bertrand Tavernier l'oportunitat d'escriure el 1965 un article sobre  Pierrot le fou  de Jean-Luc Godard.
Com a crític cinematogràfic, col·labora en els anys 1960 a diverses revistes: Les Cahiers du cinéma, Cinéma, Positif, Présence du cinéma, etc.
Es desmarca dels realitzadors de la seva generació per la voluntat de donar un lloc primordial a una narració. Així torna a donar la seva oportunitat a grans guionistes i a dialogistes, principalment a Jean Aurenche i Pierre Bost («bèsties negres», amb el realitzador Claude Autant-Lara, d'un François Truffaut intransigent). Gran cinèfil, fa descobrir autors com Jean-Devaivre del qual adaptarà l'autobiografia a la seva pel·lícula Laissez-passer. Si el gust el porta de vegades cap a les «pel·lícules de costums», no s'allunya mai de les preocupacions del nostre temps i el seu art continua estant profundament arrelat en la nostra època.
Tavernier expressa, al llarg de les seves pel·lícules, la seva aversió contra les injustícies, el seu compromís contra la guerra, el racisme, els estralls del colonialisme, la pena de mort i el seu combat contra els defectes, fins i tot les conseqüències de les nostres societats contemporànies: delinqüència, violència, atur, misèries física i afectiva, droga, sida, etc.
Alguns llargmetratges més apaivagats o nostàlgics són, moltes vegades, impregnats de la figura del pare o del temps que passa i que no es pot retenir (Un dimanche à la campagne, Daddy nostalgie).
Per al realitzador, la música no és mai com superposada i fa sempre cos amb la imatge. A les seves primeres pel·lícules molt particularment, una important escena musical puntua la pel·lícula i anuncia un drama imminent: un cantant dels carrers (Le Juge et l'Assassin), l'escena de la guingueta (Un dimanche à la campagne), etc.
Les seves amistats i fidelitats professionals donen també un to al seu cinema: Aurenche i Bost però també Alain i Philippe Sarde, Marc Perrone, Philippe Noiret, Philippe Torreton i, els últims anys, Jacques Gamblin.
De manera paradoxal, la seva filmografia, de temàtiques i tractaments molt diversos, es debat entre la seva defensa d'un cinema francès fort i independent i la seva fascinació per a una certa cultura nord-americana.
Productor (la seva societat es diu Little Bear production), exercia també activitats associatives (president de l'Institut Lumière, a Lió).
Bertrand Tavernier era el pare de Nils Tavernier, igualment realitzador però també actor, i de la novel·lista Tiffany Tavernier.
Va conèixer Volker Schlöndorff a l'institut, que després seria padrí del seu fill.
Anava sovint a Sainte-Maxime, a la vil·la familiar i des de la seva més tendra infantesa.
Els seus admiradors li deien "Tatave".

## Filmografia
- 1974: El rellotger de Saint-Paul
- 1975: Que la fête commence...
- 1976: El jutge i l'assassí
- 1977: Des enfants gâtés
- 1977: La Question
- 1980: La Mort en direct
- 1980: Une semaine de vacances
- 1981: Baralla, (Coup de torchon)
- 1984: Un dimanche à la campagne
- 1986: Al voltant de mitjanit
- 1987: La Passion Béatrice
- 1989: La vida i res més
- 1990: Daddy nostalgie
- 1992: La Guerre sans nom
- 1992: Llei 627
- 1994: La filla de d'Artagnan (La Fille de d'Artagnan)
- 1995: L'Appât
- 1996: Capità Conan (Capitaine Conan)
- 1997: La Lettre (TV)
- 1998: De l'autre côté du périph (TV)
- 1999: Avui comença tot (Ça commence aujourd'hui)
- 2001: Les Enfants de Thiès (TV)
- 2002: Laissez-passer
- 2004: Holy Lola
- 2009: En el centre de la tempesta (Dans la brume électrique)[2]
- 2010: La Princesse de Montpensier
- 2013: Cròniques diplomàtiques. Quai d'Orsay
- 2016: Voyage à travers le cinéma français